# Такаги (село)
Такаги (яп. 喬木村 Такаги-мура) — село в Японии, находящееся в уезде Симоина префектуры Нагано. Площадь села составляет 66,62 км², население — 6419 человек (1 августа 2014), плотность населения — 96,35 чел./км².

## Географическое положение
Село расположено на острове Хонсю в префектуре Нагано региона Тюбу. С ним граничат город Иида, посёлок Такамори и село Тоёока.

## Население
Население села составляет 6419 человек (1 августа 2014), а плотность — 96,35 чел./км². Изменение численности населения с 1980 по 2005 годы:
| 1980 | 7224 чел. |  |
| 1985 | 7304 чел. |  |
| 1990 | 7242 чел. |  |
| 1995 | 7111 чел. |  |
| 2000 | 7089 чел. |  |
| 2005 | 6912 чел. |  |

## Символика
Деревом села считается гинкго, цветком — Primula japonica, птицей — Cettia diphone.